# Арена Коринтијанс
Арена Коринтијанс је вишенаменски стадион у Сао Паулу, Бразил. Стадион је ново здање грађен за Свјетско фудбалско првенство у Бразилу 2014. Године. Фудбалски клуб Коринтијанс је власник овог стадиона који има капацитет 68.000 гледалаца. Отворење Светског првенства у Бразилу је било 12. јунa 2014. године између Бразила и Хрватске на овом стадиону.